# Howeg
Howeg war Schweizer Marktführer im Lebensmittelgrosshandel mit Sitz in Winterthur. Das Unternehmen wurde 1931 gegründet. Heute heisst Howeg Transgourmet und gehört zur Transgourmet Schweiz AG. Das Unternehmen bot eine Produktepalette von rund 9‘000 Artikeln und beschäftigte über 350 Mitarbeitende. Neben Winterthur betrieb Howeg fünf weitere Auslieferplattformen in der Schweiz.

## Geschichte
Howeg wurde 1931 als Howeg Genossenschaft gegründet. Ab 1983 lag die Aktienmehrheit der längst zur Aktiengesellschaft gewordenen Howeg bei der Hofer&Curti AG und nicht mehr bei der Genossenschaft selbst. 1992 übernahm Howeg die Aktienmehrheit an der Aux Planteurs Réunis AG, die beiden Firmen wurden 1995 zu Howeg-Planteurs Réunis AG fusioniert. Ab 1999 hatte die Howeg ihren Hauptsitz in Dietikon.
Im Jahr 2000 wurde Howeg zusammen mit Growa und fresh&net in die Prodega AG, die ihrerseits bereits in der Bon appétit Holding AG eingegliedert war, fusioniert. Im selben Jahr begannen der Fleischverarbeiter Bell Gastro und Howeg eine erste Kooperation, die aber nicht sehr lange hielt. 
2003 übernahm die Rewe Group, das drittgrösste Detailhandelsunternehmen Europas, die Bon appétit Group. 2005 brachte Rewe sowohl Howeg wie auch Prodega CC und Aldis Service Plus in ein Joint Venture mit Coop ein. Unter dem Namen transGourmet Schweiz AG vereinigten die beiden grossen Detaillisten ihre Aktivitäten in der Gastronomie in eine Firma. Coop brachte den Gastronomieteil Bell ein und dieses Mal klappte die Eingliederung. Unter dem Holdingnamen transGourmet Schweiz AG vereinigten die beiden grossen Detaillisten 2005 ihre Aktivitäten in der Gastronomie, wobei Rewe und Coop paritätisch je 50 Prozent an den Aktien hielten. Auf Anfang 2011 übernahm Coop die Anteile von Rewe an der Transgourmet Schweiz AG und besitzt seither 100 Prozent der Anteile.
Ab 2013 bündelten Prodega/Growa Cash+Carry und Howeg ihre Kräfte und gingen mit einer gemeinsamen Strategie in die Zukunft. Die Schweizer Gastronomiebranche erhielt damit den ersten Anbieter, der sämtliche Bedürfnisse unter einem Dach abdeckte. Bis Ende 2013 eröffneten Prodega/Growa/Howeg vier neue Regionallager in Quartino, Satigny-Genève, Chur und Neuendorf. Weitere Synergienutzungen erfolgten auch im Bereich der Verwaltung. Diese wurden in Moosseedorf zusammengeführt. Die neue Geschäftsführung setzte sich aus Daniel Böhny und Philipp Dautzenberg zusammen. 2014 erfolgt die Namensänderung von Howeg in Transgourmet. Der bisherige Howeg-Hauptsitz und das Zentrallager in Winterthur wurden per Ende 2015 geschlossen. Zwischen 2013 und 2019 wurden insgesamt acht Regionallacher in Betrieb genommen.